# 七戸町電気シャトルバス
七戸町電気シャトルバス（しちのへまちでんきシャトルバス）は、青森県上北郡七戸町が運行していたコミュニティバス。七戸町の所有する電気バスを十和田観光電鉄に貸し出した上で、七戸町から十和田観光電鉄に運行委託して、緑ナンバー車による無償運送を行っていた。
電気バスは現在、七戸町コミュニティバスの車両として使用されている。電気バス車両（日野・リエッセ）の改造はフラットフィールドによる。

## 概要
（2022年現在）
- 運賃は一般100円　高校生以下は無料　障害者手帳表示は50円。
- 土・日・祝日、年末年始（12月29日～1月3日）、8月13日～8月15日。その他、町長の定めた日は運休。

## 沿革
- 2011年9月15日 - 運行開始。